# Självporträtt med arkitektonisk bakgrund
Självporträtt med arkitektonisk bakgrund (nederländska: Zelfportret met architecturale achtergrond) är ett självporträtt av Rembrandt, fullbordad år cirka 1635.

## Beskrivning
Tavlan är ett självporträtt av Rembrandt vid ungefär 29 års ålder. Han bär ett örhänge och en svart basker. I bakgrunden finns en vy av arkitektur.   
Enligt röntgenbilder har Rembrandt själv färdigställt tavlan cirka 1635. Cirka 1640 av troligen en av hans elever, målades vissa delar av målningen över. Kragen, mössan och delar av ansiktet har blivit ändrat från originalverket.   
Röntgenbilder visar  att porträttet har målats över en kopia av Rembrandts Etsning av Kristus (1634).  

## Signatur och datering
Verket är signerat på nedre högre sida "Rembrandt 1637". Enligt kostforskare är inte denna signatur original utan är istället ditskriven, trots detta så tillskriver många ändå verket till Rembrandt. 

## Historia
Tavlan förvärvades 1785 i London av Alexandre Joseph Paillet, en konstsamlare, för Ludvig XVI av Frankrike.
Den har sedan 1793 varit utställd på Louvren i Paris och ägs av den franska staten. 